# Pápoc
Pápoc község Vas vármegyében, a Celldömölki járásban.

## Fekvése

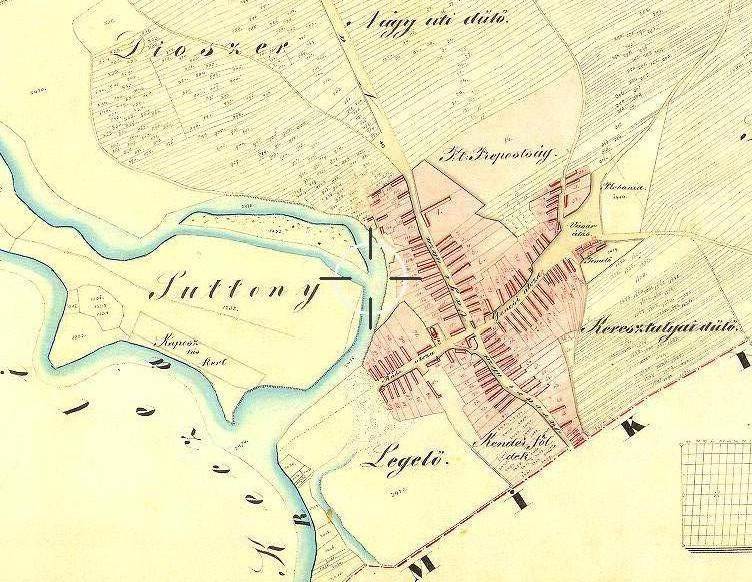
1856 évi térképrészlet

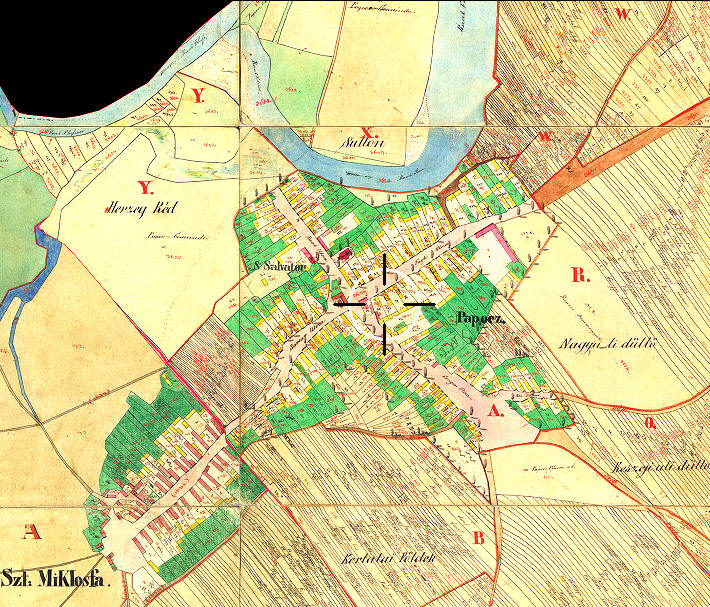
1857-es térképrészlet

A falu a Vasi-Hegyhát folytatásának tekinthető Kemeneshát (Cser) észak-nyugati szélén a Rába folyó jobb partján a Lánka-patak – jelenleg száraz meder – torkolatánál található. Helyzetét a 16. század közepén megjelenő kezdetleges magyarországi térképek is feltűnően jó pontossággal mutatják.
Az 1851-es kiadású Magyarország geográfiai szótára szerint Pápócz: „Határa róna és igen termékeny; kövér rétjeit a Rába gyakran elönti.” A geográfiai szótár leírása a vízrajzi-hidrológiai tényezők kedvezőtlen változása miatt a jelenkorban már nem tekinthető igaznak. A település – irtásföldek révén megnövelt – határának nagy része a Sárvártól-Marcaltőig elterülő mintegy 25 km hosszú és 10 km széles enyhén észak-nyugat lejtésű egységes felépítésű kavicshátra (Cser, illetve Kemeneshát) esik, a termőréteg tápanyagban szegény, érzékeny a hidrológiai viszonyokra.
A falu 1926-ban került egyesítésre az akkorra már Pápoccal összeépült közel harmad lélekszámú Szentmiklósfával . A miklósfai falurészt a Lánka patak választja ketté.
A Rába bal oldalán a miklósfai nyugati faluvég alatt van bevezetve a Rábába a Répce folyó 1908-ban épített árapasztó csatornája, ettől felfelé a Rábán pár száz méterre található híd a Vám-híd köti össze a Rába Vas és Győr-Moson-Sopron vármegyei oldalát.
A szomszédos települések: észak felől Edve és Páli, északkelet felől Vág, kelet felől Kemenesszentpéter, délkelet felől Kemenesmagasi, délnyugat felől Kenyeri, északnyugat felől pedig Rábakecöl.

### Megközelítése
A település műúton a Vas vármegyei Kenyeri vagy a Veszprém vármegyei Kemenesszentpéter felől közelíthető meg, a Pápától Kenyeri északi részéig húzódó 8406-os úton.
A környező települések közül gépjárművel is járható földúton érhető el innét a Kemeneshát keleti oldalán elhelyezkedő Kemenesalja legközelebbi települése Kemenesmagasi. A Rábán túli Rábakecöl a múlt század közepén még a Rába utca végi réven volt megközelíthető, jelenleg Kenyeri érintésével a Vám-hídon keresztül (a 8611-es úton) érhető el.

## Története
A település első írásos említése – Papuch néven – egy 1234. évi, a pannonhalmi (Szent Márton-i) apát és népei közötti rendre vonatkozó oklevélben található. Az oklevelet Csák Demeter királyi udvari bíró (országbíró) Papuchon – valószínűleg saját birtokán – keltezte.
A település első ismert birtokosa Kilián (Kyliani) győri nagyprépost (1210–1214) volt, aki birtokát urának Csák Ugrin (Vgrino) győri püspöknek adományozta.

### A középkori település
A település neve a középkorban a 15. század elejéig Papuch (1234-1424), majd Papucz, Papoch és Papocz.
A középkori oklevelek a faluhoz tartozóan említik Ekl és Csatabér pusztákat. A " Papuch határain belül " említett Ekl (Villa Elk , 1325 ) 1762-ben még létező, malommal rendelkező hely a Rába mellett a Kemenesszentpéter felé eső oldalon. Csatabér (Villa Chataberfeulde ,1326 ) Papuch-tól dél-keletre feküdt.
A középkori falu dél-nyugati oldalán a falu előtt állt a Szent Miklós-templom a Zenthmiklos nevű birtokon – mely 1363-ban már a Papuchi plébániához tartozóan említtetett – és Myklosfalua (a későbbi Szentmiklósfa).
A falu közvetlenül a Rába partjára települt – a Rába egyik ága ekkor még a jelenlegi templom mögött a kertek alatt folyt – a falu közepének a most is álló 12. század végi kápolna (a mai Havas Boldogasszony-kápolna ) tekinthető, melynek főbejáratát egy későbbi okirat nyilvános térre nyílónak említi.
Az 1359-ben már létező Szűz Mária-templom a kápolna közelében attól nyugatra állt. Az ezt követően épített kolostor főépületének déli homlokfala ráépítésre került a kápolna északi és nyugati karéjaira. A perjelséget és a plébánia templomot Kálmán győri püspök utasítására 1363-ban fallal választották el.
1365-ben alapított prépostság Krisztus szent testéről, másként a Szent Megváltóról ("Szent Szalvator templom") nevezett egyháza a tér keleti oldalán a jelenlegi templom helyén állt.
A középkori falu közepén fürdő is volt, a falu jobbágytelkes részét „Houstat” -nak hívták.
A Rábán („Mezeuraba”) – a malomhoz tartozó szigeten – hatkerekű malom működött, oklevélben említett egyik erdője az Asszonyerdő („Ascunerdev”).
A település a középkorban mezővárosi rangra emelkedett. A csornai konvent egy adásvételt rögzítő 1476 évi irata Papoczot városként a Hostathot városrészként említi.
A középkori Myklosfalua szintén malommal rendelkező hely volt, négykerekű malmát valószínűleg a bővizű Herpenye hajtotta. Magyarország első földtani térképén (1797) a – Sárvár után a Lánka patakot is felvevő – Herpenye / Herpenyő még Papócz-nál folyik be a Rábába.

### A település középkori története
A 13. században a település a Csák nemzetség – Chak – ugodi ágaként ismert családjának birtokában volt. Az örökös bakonyi ispáni címet is viselő család felemelkedése II. András magyar király idejére tehető, mikor is Csák Demeter I. kezdetben vas vármegyei ispán és asztalnokmester , később pozsony vármegyei ispán, majd országbíró.

1307-ben Villa Papuchon keltezett oklevelében Demeter országbíró unokájának, Csák Demeter II. bánnak fiai Móric – a későbbi Boldog Csák Móric – és Csák II. megerősítik rokonaiknak (Péter és János) a Rába melletti Csatabérfalvára vonatkozó ősüktől származó iratát.
1309-ben – az 1304 körül kolostorba vonult – Móric a győri káptalan előtt Pápocot a budai szigeten lévő zárda két sororjának, feleségének Katalinnak – Aba Amadé nádor lányának és rokona Csák I. bán özvegyének („akik segítettek békésen birtokolni”) adta. Ezen adományát 1323-ban I. Károly magyar király is megerősíti. Móric kolostorba vonulását és testvére Csák II. halálát követően az ugodi urodalom legidősebb rokonukra Péterre maradt, akitől Móric anyai rokona Kőszegi Iván vásárolta meg. Ebben az időszakban valószínűleg a pápoci uradalom is a Németújváriak kezelésében volt.
A Németújváriaktól a király által elvett pápoci uradalmat (Pápoc, Miklósfalu, Csatabér, Ekl, a Rábaközben fekvő két Páli) 1325-ben Köcski Sándor országbíró kapta meg, akinek kérésére 1327-ben I. Károly ezen és más birtokaira vonatkozóan is – Halastói János királyi ember vizsgálatát követően – megerősítő oklevelet adott ki. Köcski Sándor birtokait az általa a királyi udvarban neveltetett árva unokahúgának Gelsei Margitnak adta zálogba. Köcski Sándor 1328-ban bekövetkezett halálakor már összes birtoka Gelsei Margit kezén volt zálogban. Köcski Sándor örökösei fia György és nagybátyjának fia Köcski Kacsó Miklós lett, akik a birtokok fele részét Gelsei Margitnak 1332-ben – fiúsításának évében – adták el.
Gelsei Margit – aki fiúsításakor már Magyar Pálnéként szerepelt – a pápoci uradalom másik felét 1352-ben vásárolta meg Köcski Györgytől. A század második felében – valószínűleg fiuk László 1354 évi halálát követően – Magyar Pál és családja Pápocra költözött. A pápoci uradalmat érintően, Csák Móric 1309. évi adománya alapján a Margit-szigeti Domonkos-rendi apácakolostor megtámadta Gelsei Margit birtokjogát. Az 1357-ben létrejött egyezség Gelsei Margit és Köcski György részéről 300 márkás kielégítés megfizetésével zárult.
1359-ben Gelsei Margit Pápocon kolostort alapított.
1361-ben Köcski György halálát követően a birtokot lefoglalni szándékozó királyi emberrel szemben a családot Laczfi Miklós képviselte. A bemutatott 1351 és 1352 évi iratok alapján, Gelsei Margitot I. Lajos magyar király még ezévben megerősíti birtokaiban.
1362-ben, Kont Miklós nádor Csatabér, Ekl és Miklósfalu birtokokat Gelsei Margitnak és Köcski Kacsó Miklós fiának Tamásnak közös tulajdonául ítéli.
1364-ben Gelsei Margit kérésére az esztergomi káptalan átírja I. Lajos 1351 évi oklevelét amelyben engedélyezi, hogy Pápoc helységet bárkinek elhagyhassa. 1365-ben, Gelsei Margit – férje és lánya halálát követően – megalapítja a Pápoci prépostságot.
1371-ben tett utolsó végrendelete szerint:
A prépostságra hagyja Pápoc kétharmad részét, a hetivásár helypénzéből heti 40 dénárt, a falu közepén álló fürdőt, a Rába folyón lévő hatkerekű malom két kerekét és az Asszonyerdő felét; Miklósfalut az ott őrlő négykerekű malommal és a vas vármegyei Szentmiklós birtok felét; a két Pálit, Sebest másfél malomkerékkel és az Úrrét felével, a sopron vármegyei Tyak (Tyák) és Wyczczafelde (Vica) nevű pusztákat a győr vármegyei Nagech (Nagyécs) és Paznan (Pázmánd) birtokokat a hegyi jog felével és a Szent György és Szent Mihály napján járó kollekták felét.
A kolostoré lett Pápoc egyharmad része, a hetivásár helypénzének 40 dénár feletti része, a hatkerekű malom négy kereke a hozzátartozó szigettel, Ekl puszta, a vas vármegyei Szentmiklós birtok fele az ottlévő malom fél jövedelmével; a sopron vármegyei sebesi háromkerekű malom fél jövedelme és az Úrrét fele; a győr vármegyei nagyécsi és pázmándi hegyi jog és a kollekták fele.
A prépostságon és perjelségen kívül magánszemélyek is birtokoltak Pápochoz tartozó részeket. A Gelsei Margit által Pápocon 1367-ben letelepített Gench-i (Gencs) Boda János örököse Benedek az ekli malmot 1387-ben adja el Mezőlaki Zámbó Miklós tárnokmesternek. A végrendeletben nem említett Csatabér a Gelsei Margit prokurátoraként is eljáró Megyes Jakab birtokába került, pápoci részével együtt a győri káptalan 1435-ben statuálta Edwy György leányainak.
1476-ban Boda Imre Pápoc Hostath városrészben lévő teljes birtokrészét Kanizsai László vas vármegyei ispánnak adta el. 1524-ben II. Lajos magyar király a fehérvári keresztes konventet utasítja Zechy Tamás vas vármegyei ispán Osthffy László pápoci részébe történő bevezetésére.
1403 nyarának végén Pápoc mellett az Anjou-ház magyarországi befolyásának végét jelentő ütközet zajlott. Az év elején Váradon az ország főpapjai és zászlósurai élükön Kanizsai János esztergomi érsekkel, IX. Bonifác pápa támogatásával Zsigmond magyar király ellenében Nápolyi Lászlót hívták meg a trón elfoglalására.

A Zárában augusztus 5-én idegen koronával megkoronázott László Sebes mellett táborozó – majd a Győr irányából ért támadásra a Rábán átvont – hadaira, Pápoc mellett Zsigmond rendíthetetlen híve Stiborici Stibor döntő vereséget mért. Zsigmond király 1406-os Stibor vajda részére kiállított privilégiuma a csata helyszíneként megjelölt Pápocot már oppidum-ként (mezőváros) említi.

## Közélete

### Polgármesterei
- 1990–1994: Pap Zoltán (független)[31]
- 1994–1998: Papp Zoltán (független)[32]
- 1998–2002: Pap Zoltán (független)[33]
- 2002–2006: Pap Zoltán (független)[34]
- 2006–2010: Horváth Tibor Józsefné (független)[35]
- 2010–2014: Horváth Tibor Józsefné (Fidesz-KDNP)[36]
- 2014–2014: Horváth Tibor Józsefné (független)[37]
- 2015–2019: Fábián Ferenc Imre (független)[38]
- 2019–2024: Nováky Ernő (független)[39]
- 2024– : Nováky Ernő (független)[1]

A településen 2015. január 25-én időközi polgármester-választást kellett tartani, mert az alig három hónappal korábban, harmadik ciklusára újraválasztott polgármester asszony, a változatlan összetételben felállt képviselő-testülettel kialakult ellentétei miatt, nem sokkal a választást követően le is mondott tisztségéről.

## Népesség
A település népességének változása:
| Lakosok száma | 276  | 278  | 272  | 278  | 293  | 293  | 297  |
|               | 2013 | 2014 | 2015 | 2021 | 2022 | 2023 | 2024 |

A 2011-es népszámlálás során a lakosok 95,9%-a magyarnak, 0,7% németnek, 0,3% horvátnak mondta magát (4,1% nem nyilatkozott; a kettős identitások miatt a végösszeg nagyobb lehet 100%-nál). A vallási megoszlás a következő volt: római katolikus 83,8%, református 1%, evangélikus 2,4%, felekezet nélküli 2,4% (10,3% nem nyilatkozott).
2022-ben a lakosság 88,4%-a vallotta magát magyarnak, 4,8% németnek, 1% románnak, 0,7% bolgárnak, 0,3% horvátnak, 1% egyéb, nem hazai nemzetiségűnek (9,6% nem nyilatkozott; a kettős identitások miatt a végösszeg nagyobb lehet 100%-nál). Vallásuk szerint 46,8% volt római katolikus, 1,7% református, 1,7% evangélikus, 0,3% egyéb keresztény, 1,7% egyéb katolikus, 6,5% felekezeten kívüli (41,3% nem válaszolt).

## Nevezetességei

### Havas Boldogasszony kápolna
A nagyrészt román stílust képviselő, valószínűleg a 12. században emelt épület, azonosnak tekinthető a település Árpád-kori plébánia templomával (Szent Lőrinc-templom).
A mintegy 9 m átmérőjű centrális négykaréjos felépítésű, emeletes templom téglából készült, 1 m körüli falvastagsággal. A jelenlegi cserépfedésű emeleti rész és a fazsindely borítású kupola között nyolcszögletes szint a laterna található, melynek minden második oldalán keskeny félköríves záródású – a már 20. században kiegészített – ikerablak van elhelyezve. A földszinti és az emeleti tér alaprajza közel azonos. Az alsó szint nyugati karéjában – a délre nyíló kaputól balra – befalazott bejárat található, a keleti karéjban széles ablaknyílás van kialakítva.
A félköríves záródású oszlopokkal díszített kapuzat kőanyaga vörösmárvány, az ajtónyílás vízszintesen zárt az ívmező díszítés-faragás nélküli, a külső oszloppár szintén a 20. században került pótlásra.

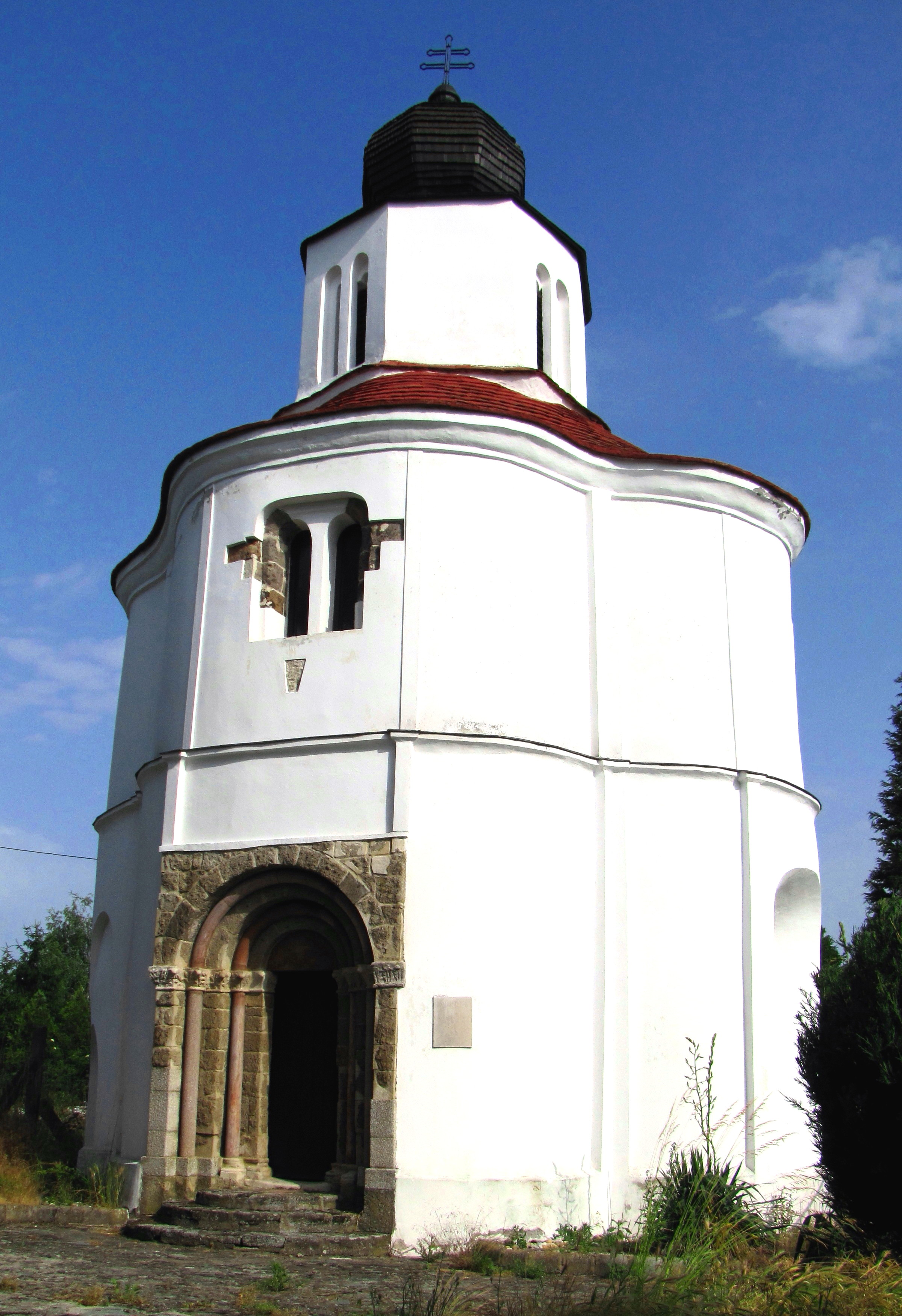
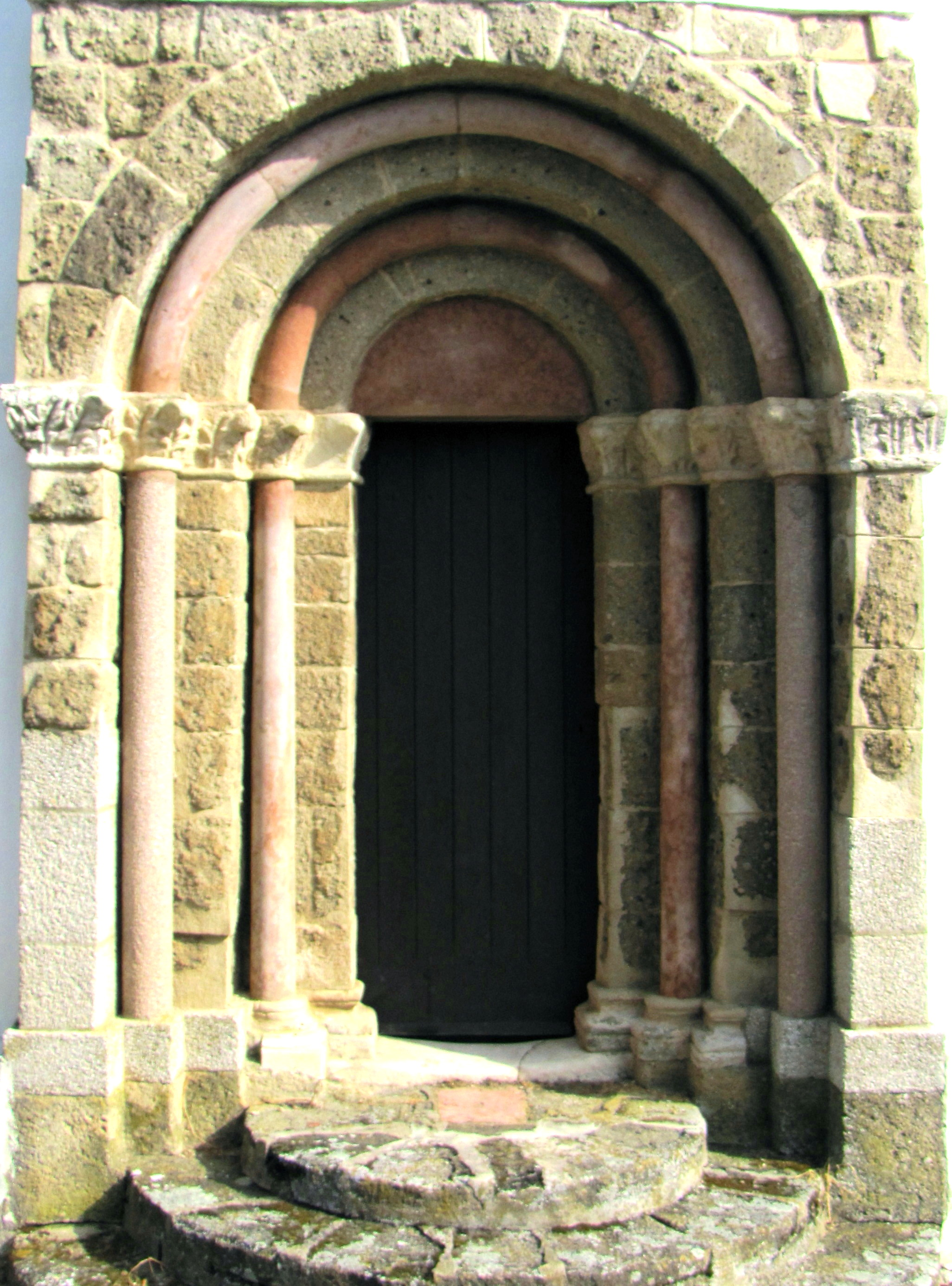
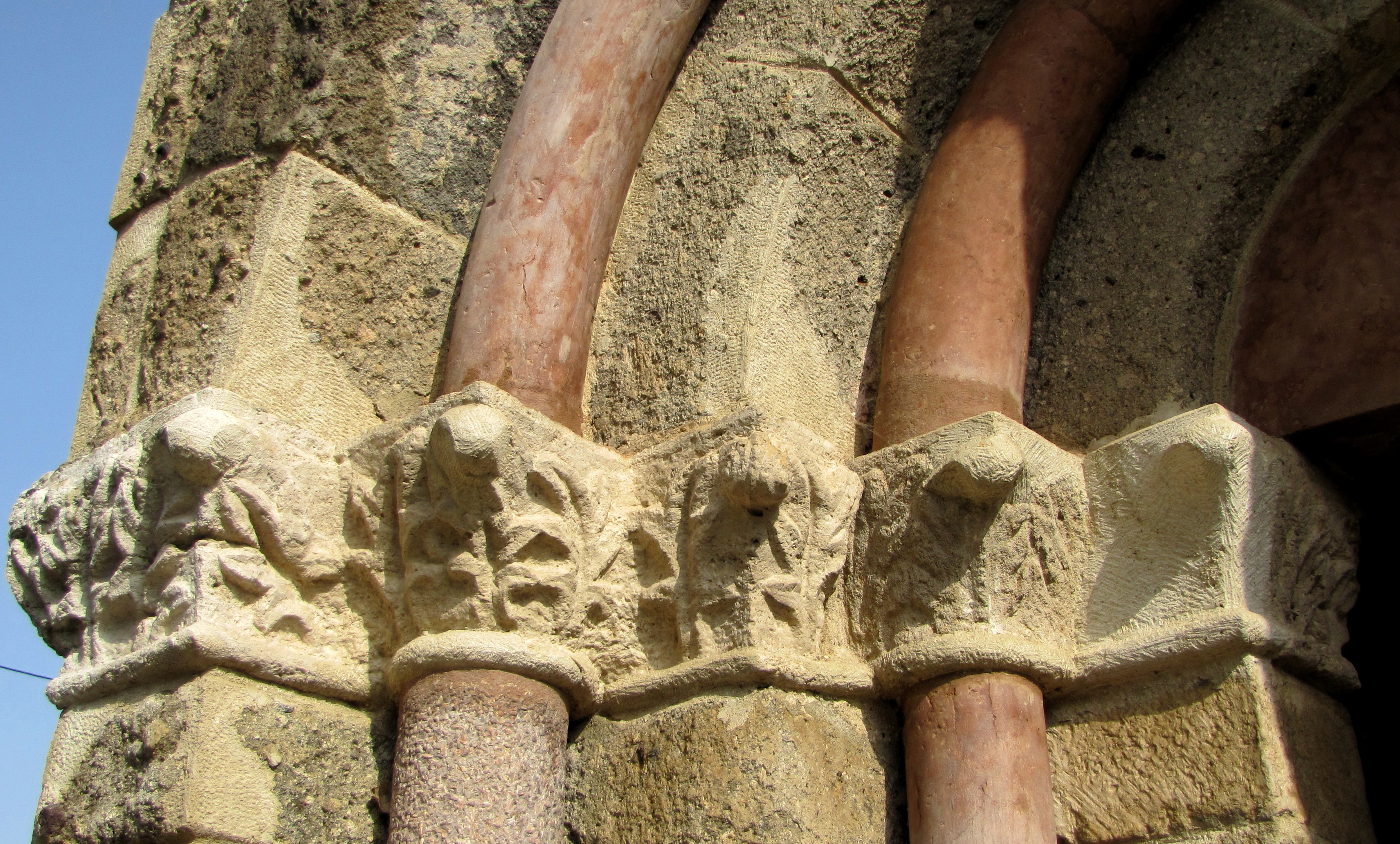

Az emeleti rész minden karéjában valószínűleg azonos kialakítású félköríves, román ablaknyílás volt, ettől jelentősen eltér a jelenlegi déli és nyugati ablaknyílás kialakítása. Az alsó szint nyugati karéjának falában az emeletre vezető keskeny lépcső, a keleti karéjban pedig ülőfülke található. A földszinti és emeleti boltozat a karéjok sarkain elhelyezett pillérekre, illetve oszloppárokra támaszkodik, az emeleti rész kialakítása kidolgozottabb itt az oszloppárok félkörszelvényűek. Az boltozat bordáit a féloszlopok között elhelyezett vékony oszlopok tartják, a földszinti boltozat bordáin geometrikus falfestés található.

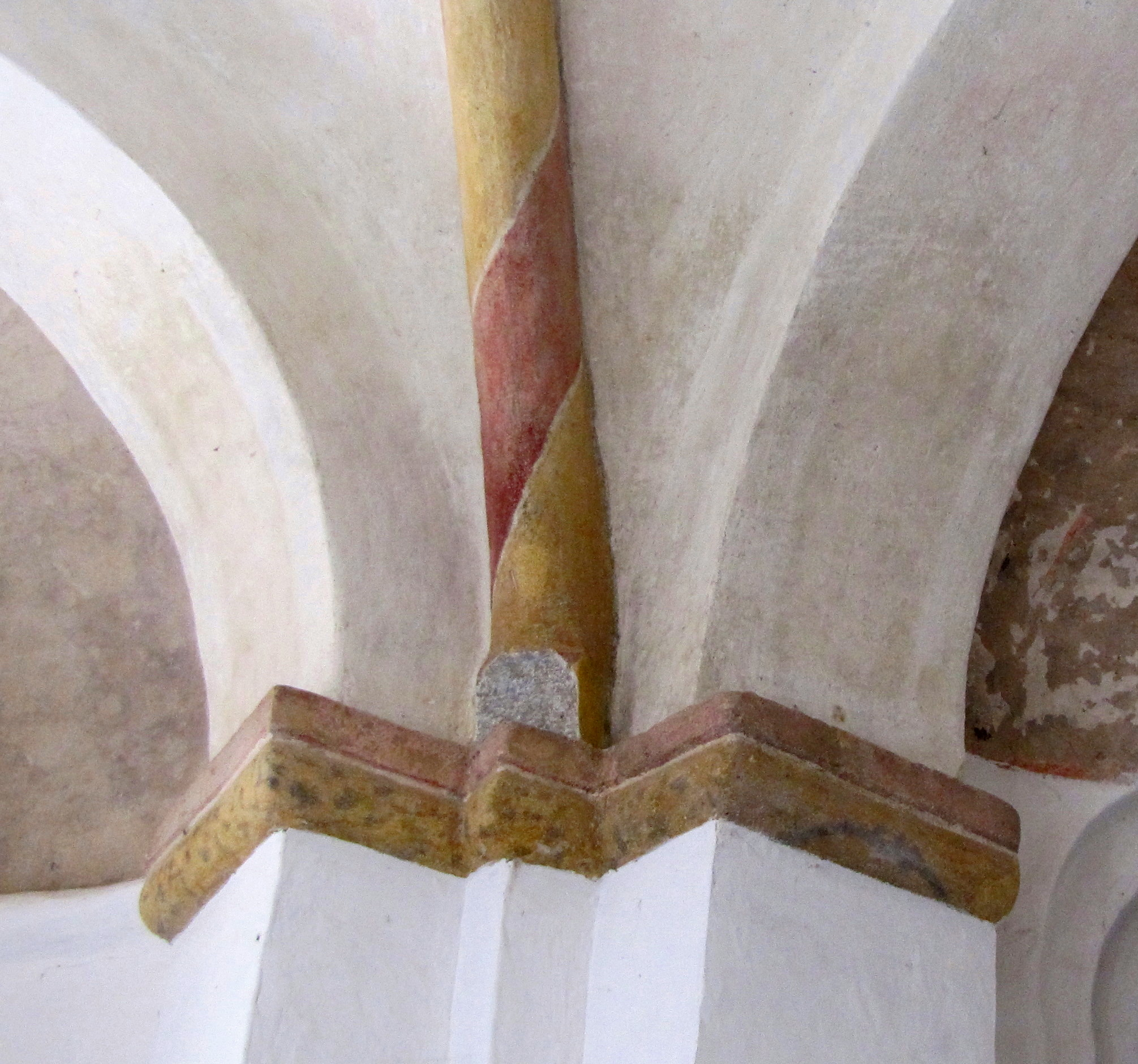
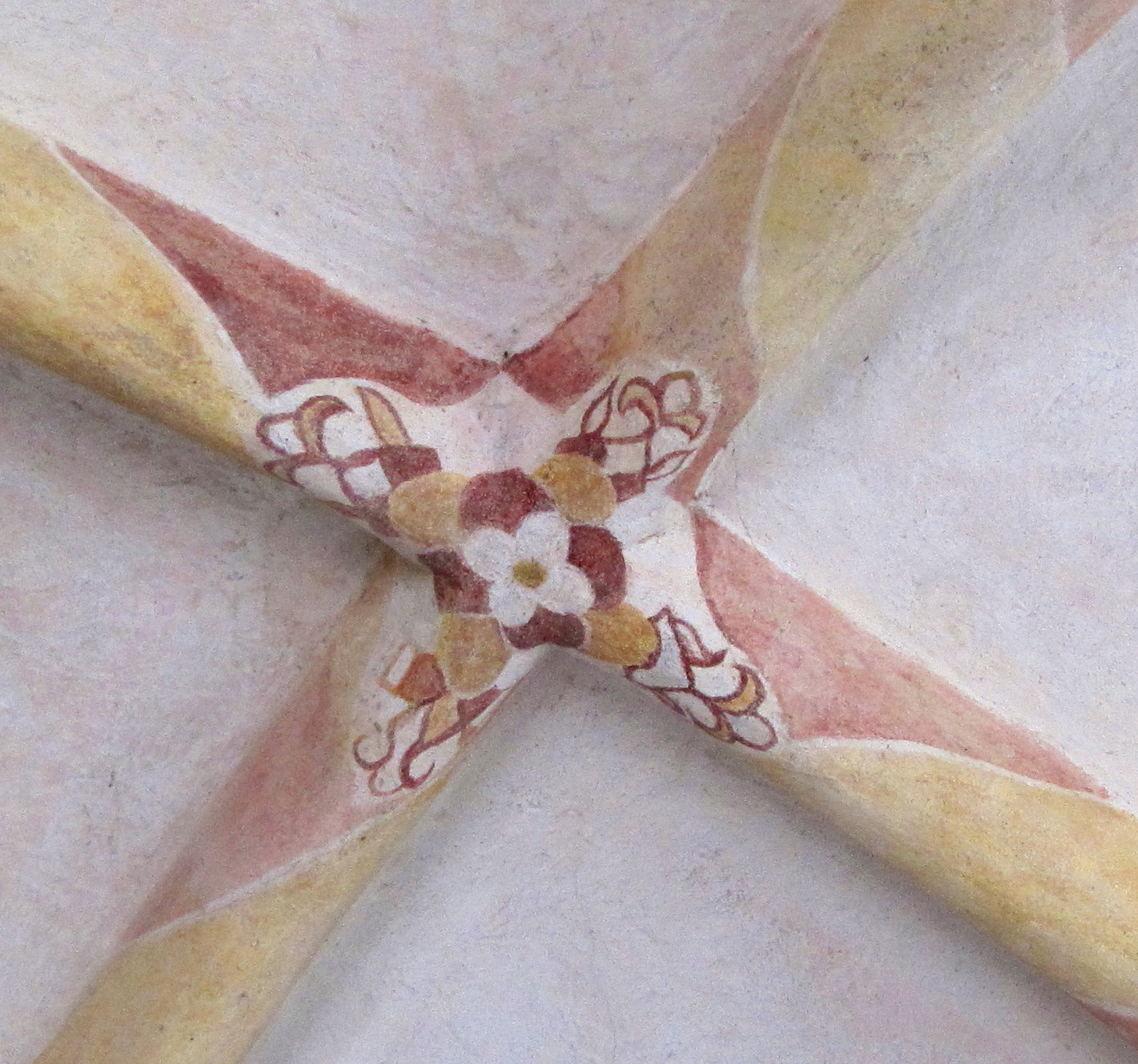
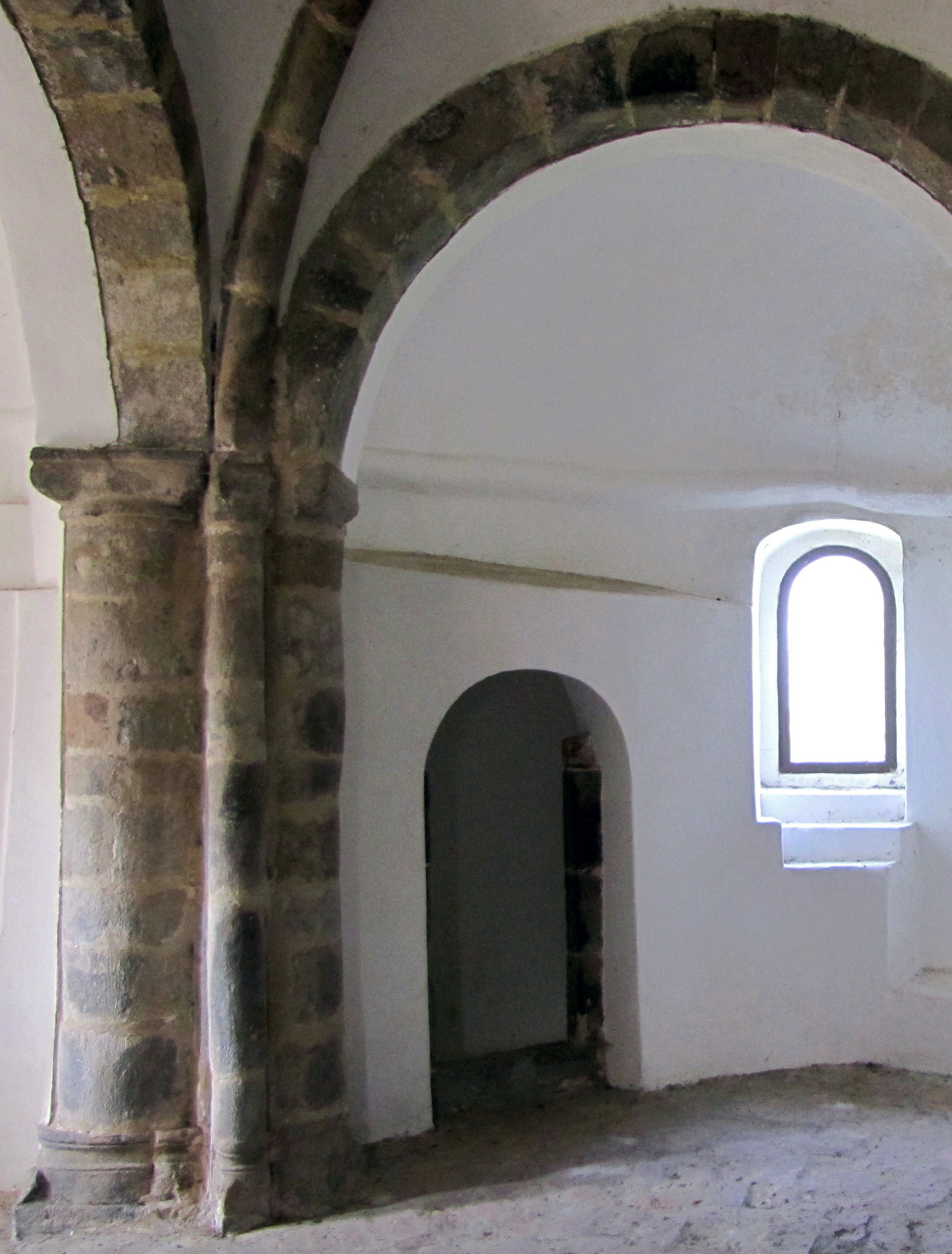

A templom a prépostság templomának megépítését követően az Ágoston-rendi kolostor kápolnájaként működött tovább, mint Szent Mihály-kápolna.
A kolostor 16. század második felében történt megszűnését követően a kápolnáról először az 1698.évi Canonica Visitatio tesz említést, mely szerint belső festése ép, bejárati oszlopsora még áll. A kápolna állapotának jelentősebb romlása Sághy Mihály perjelségének idejére (1748-1762) tehető, mely időszakban a kápolnát kamra és sörfőző céljára engedte át, ami miatt utóda jákfalvi Horváth István a Szentszék előtt pert indított ellene. A perirat a kápolnát gótikus stílusban épültnek nevezi, 1762-ben vörösmárványból készült oltárköve még ép és sértetlen.
A későbbiekben – a kolostor templomának emlékére – Havas Boldogasszony nevet felvett kápolnát a XX. században több esetben is tatarozták-restaurálták. A kápolnán az elmúlt évszázadok során több átépítés történt – bejárat áthelyezése, emeleti rész és a kolostorépület felső szintje közötti átjárhatóság megvalósítása, ablaknyílások részbeni átalakítása, barokk kupola ráhelyezése – de ennek ellenére a korai központos templomok alaptípusának -körtemplom- jegyeit jól megőrizte. Felépítésében erős hasonlóságot mutat a hiányosabban fennmaradt szerkezeti egységű jáki Szent Jakab – kápolnával.
Műemléki védelem alatt álló épület, törzsszáma: 7990.

### Ágoston-rendi perjelség (1359-1779)

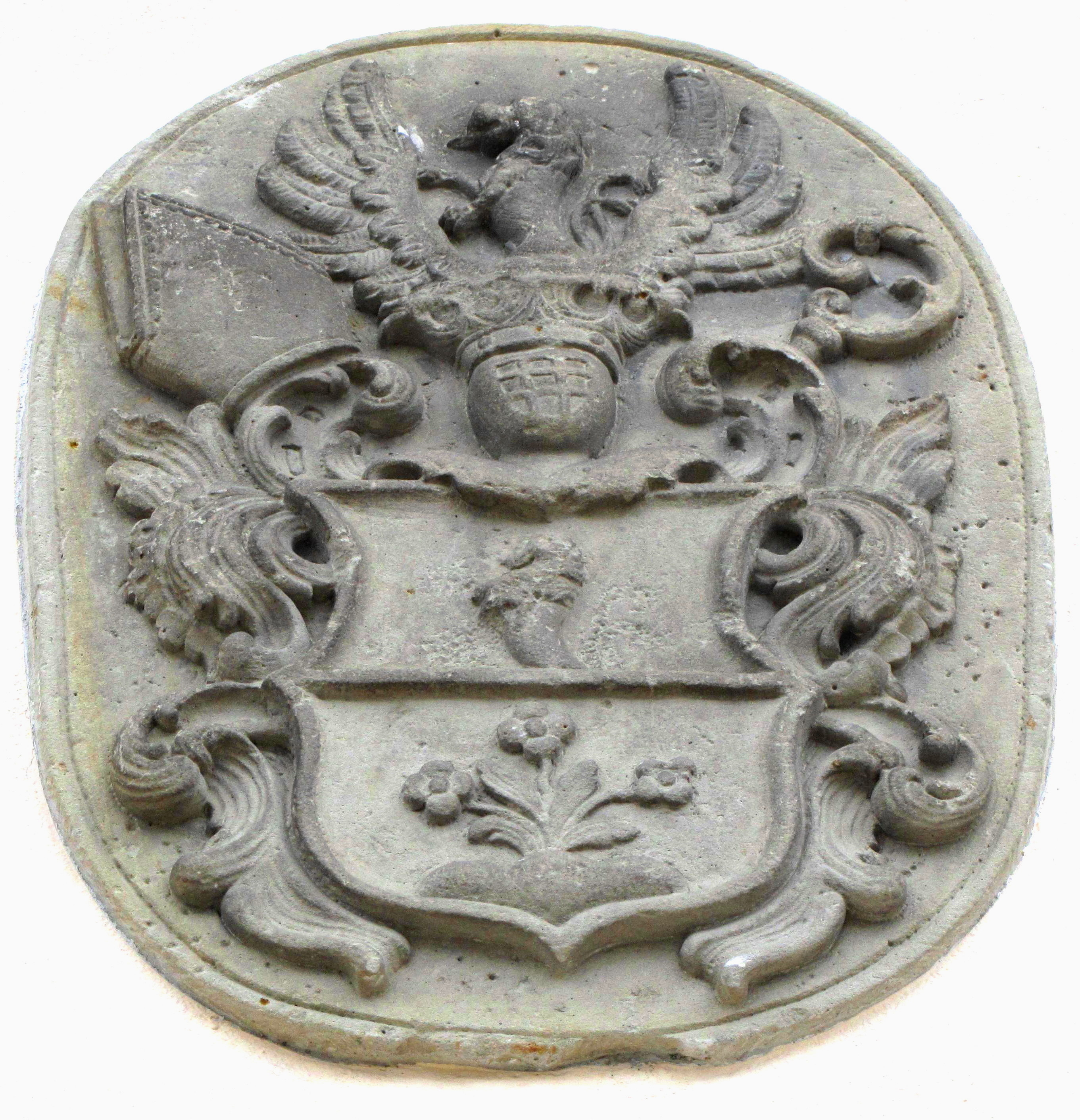
A perjelség apáti jelvényekkel kiegészített címere

Az Ágoston-rendi remetekolostort Gelsei Margit, Magyar Pál felesége alapította. A szerzet magyarországi tartományfőnöke Kálmán győri püspöktől 1359-ben kért engedélyt a Gelsei Margit által felajánlott Szűz Mária tiszteletére épített templom és a mellette fekvő telken a rend megtelepedésére. Gelsei Margit 1360-ban Visegrádon az esztergomi káptalan küldöttei által felvett végrendeletében javadalommal látta el a kolostort, az adományt I. Lajos király 1361-ben erősítette meg.
A kolostor alapítása ellentétet okozott a plébános és a szerzetesek között. Érdekének sérelme miatt a római Szentszékhez forduló György plébános és a perjelség között Kálmán győri püspök hozott létre megegyezést, Gelsei Margit pedig a Szent Lőrinc egyház számára tett adománnyal segítette az ellentét feloldását. Az egyezség szerint a Szűz Mária-templom a szerzeteseké lesz, de a plébánia oltárhasználatot kap az új templomban, az ettől fallal elkülönítésre kerülő Szent Lőrinc-templom a falu előtt álló Szent-Miklós-templommal pedig továbbra is a plébánia használatában marad.
A Szentszék nem járult hozzá a kolostornak adományozott birtokok elfogadásához, de Kálmán győri püspök – I.Lajos király 1361. évi oklevelének 1364-ben történt megerősítését követően – a perjelség alapító levelét 1365-ben az ezévben alapított prépostságéval összevontan mégis kiadta. A perjel – és prépost – beiktatására I.Lajos király 1367-ben a szentmártoni konventet utasítja, majd a beiktatásról 1368-ban királyi okiratot ad ki. Gelsei Margit 1368. évi újabb végrendeletében már a kolostor építésének befejezésére vonatkozóan intézkedik, mely költségeinek fedezésére Péter perjelnek – elszámolás kötelezettsége mellett – további jövedelmeket biztosít.
Mivel a római Szentszék megerősítését – a rend szegénységi fogadalma miatt – továbbra sem sikerült elérni, 1371-ben Gelsei Margit Pápocon a győri káptalan küldöttei előtt újabb végrendeletet tett, melynek értelmében a perjelség birtokai a prépostságot illessék amennyiben annak birtokjoga a későbbiekben nem lenne érvényesíthető. A perjelség nem teljesen rendezett birtokjoga 1463-ig tartó – több esetben pápákat és magyar királyokat is foglalkoztató – birtokperek sorozatát eredményezte. Ezen időszak alatt a perjelség Gelsei Margittól kapott birtokait – néhány rövid ideig tartó megszakítástól eltekintve – eredményesen megtartotta, és ezt a prépostsággal 1463-ban létrejött megállapodásban is sikeresen érvényre juttatta. A perjelség birtoka ezt követően még más magánadományokkal is növekedett.
A kolostor az alapító rendelkezése szerint a magyar király kegyurasága alá tartozott. A kolostor megszűnéséig a szerzetesek perjeljeiket maguk választották, nevük csak néhány esetben ismert. A 16. század második felében a török veszély miatt a szerzetesek a kolostort elhagyták, a kolostor birtokait – rokonság címén – a Nádasd nemzetség Nádasdy de Nádasd oldalága foglalta el. Ezen időszaktól a perjelség gyakorlatilag különálló egyházi javadalomként működött. 1570-től 22 pápóci perjel nevét ismerjük, ezek közül királyi adományozás csak két esetben fordul elő, a többi esetben jószágvesztéséig a Nádasdy-család gyakorolta a kegyúri jogot. A szerzetesek visszatelepülésére nem került sor, Nádasdy Ferenc 1667-ben a perjelséget a sárvári plébániával egyesítette, ezt követően a perjelség megszüntetéséig a sárvári plébánosok viselték a pápóci perjel címet.
A perjelség címerének fennmaradása jákfalvi Horváth István nevéhez köthető, aki 1762-1770 között volt sárvári plébános és pápóci perjel. A perjelséget 1779-ben Mária Terézia királynő szüntette meg, az utolsó perjelt Hersching Zsigmondot kárpótlás mellett lemondatta, a perjelség vasmegyei birtokait a vasvár-szombathelyi káptalannak, a sopron vármegyei birtokot pedig a soproni társas káptalannak adta.
A négykaréjos kápolna északi oldalához épített egykori kolostort iskola céljára Milkovics János prépost (1736-1761) foglalta le. A már iskolaként nem működő eklektikus stílusú épület átépítése során (1973) derítették ki, hogy a középkori ágostonos kolostor maradványait rejti az építmény. Az iskola udvarán egyhajós gótikus templom alapfalait tárták föl (1975/76), ez lehetett az ágostonos perjelség Szűz Mária-temploma.

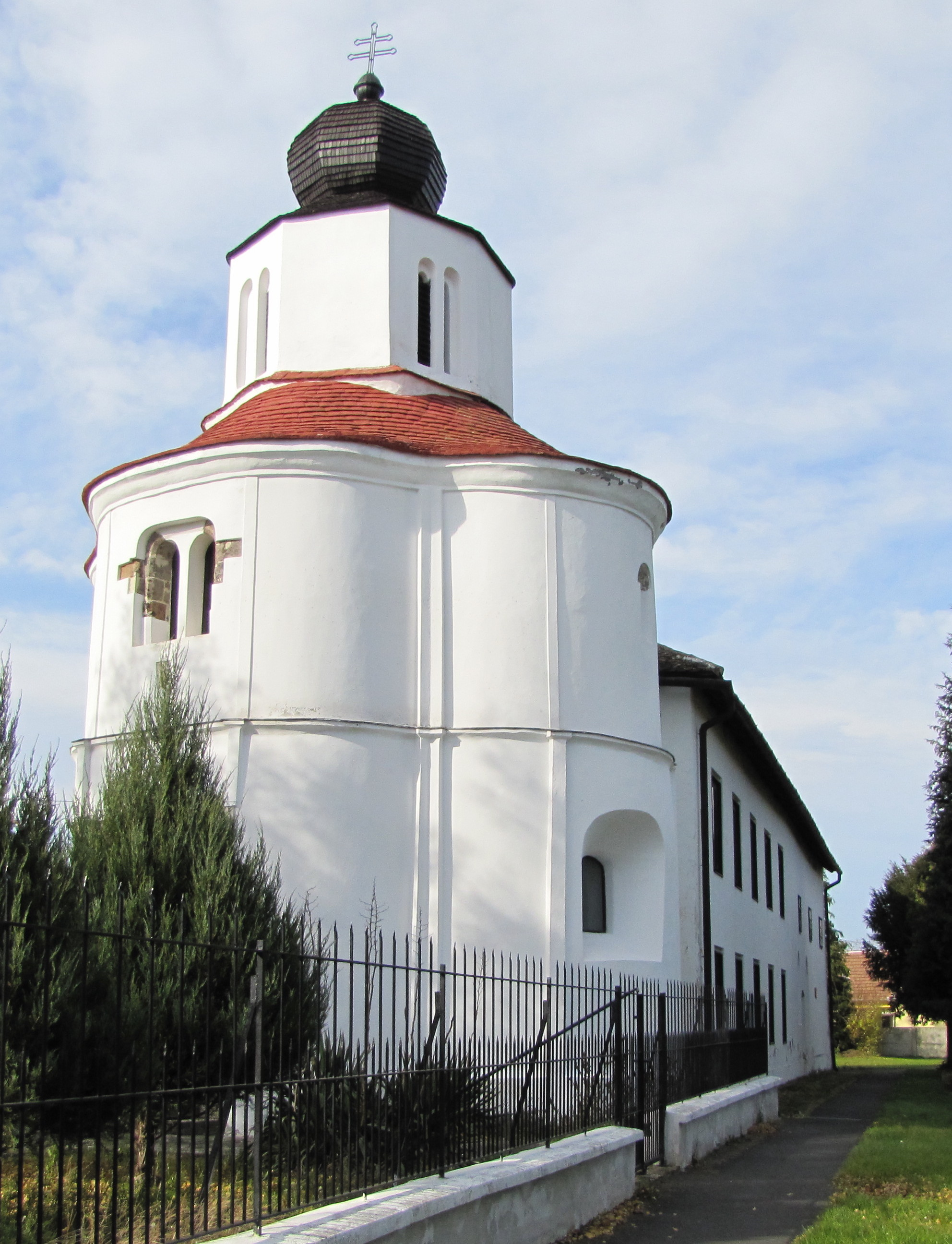
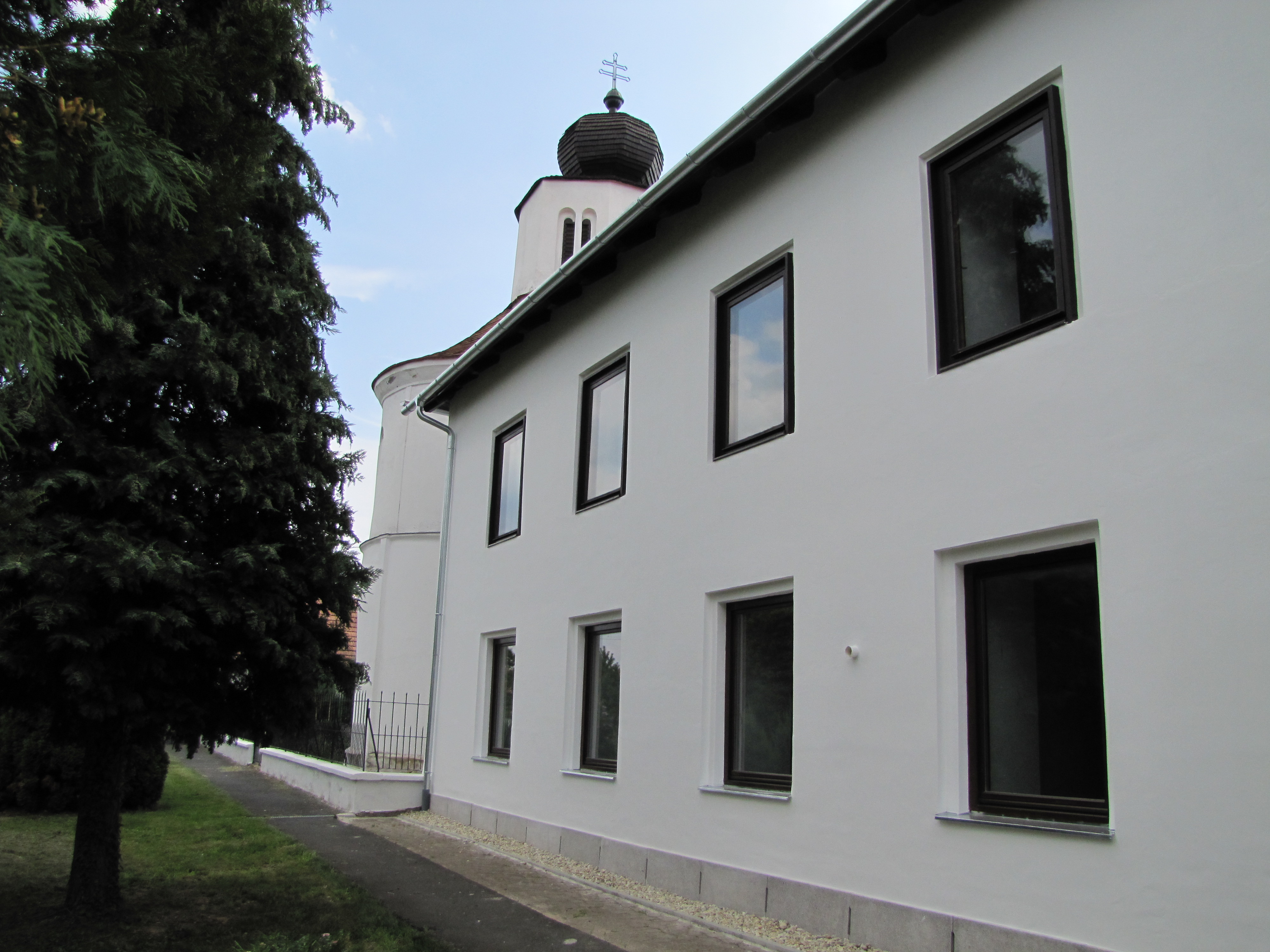
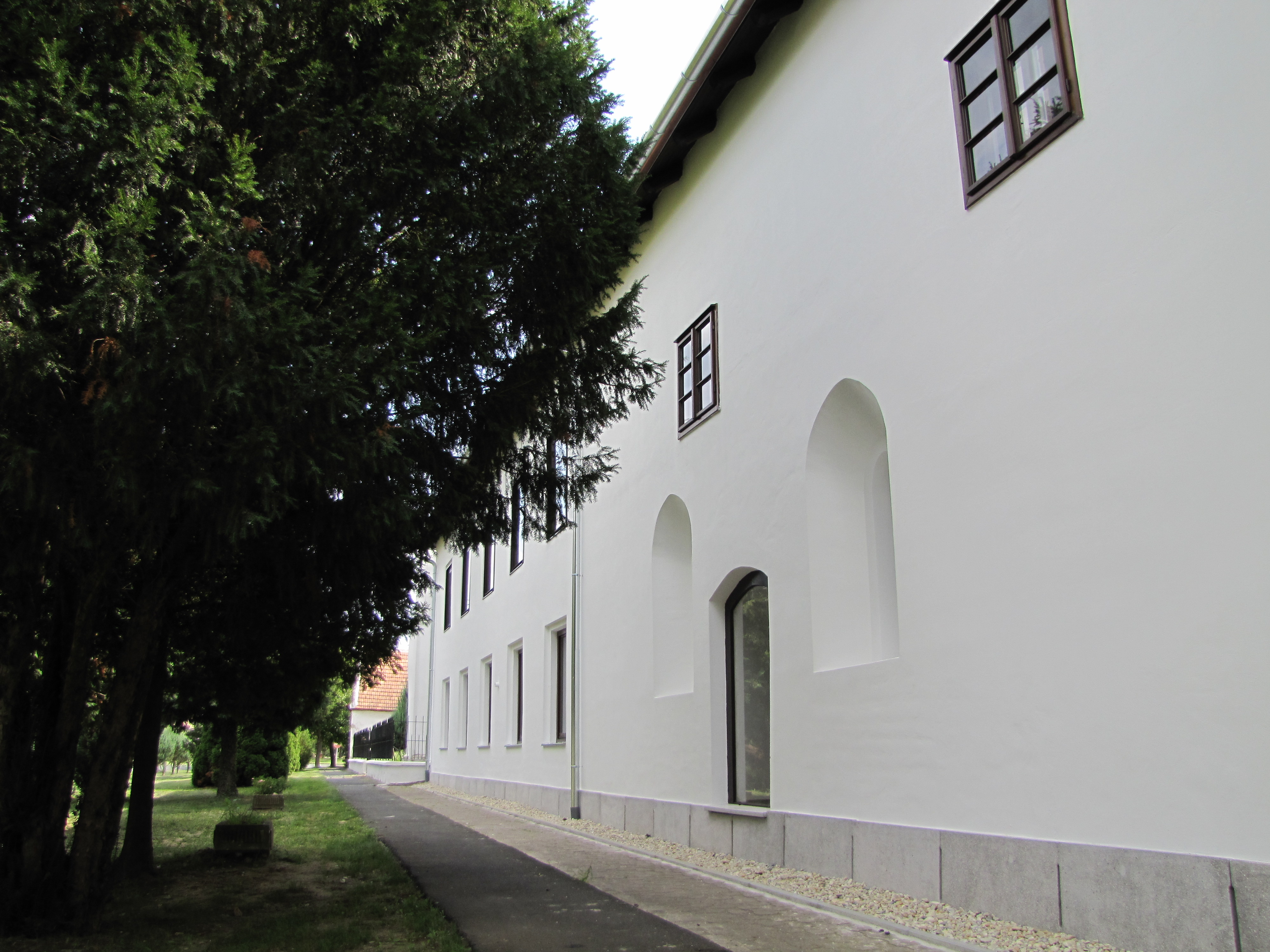
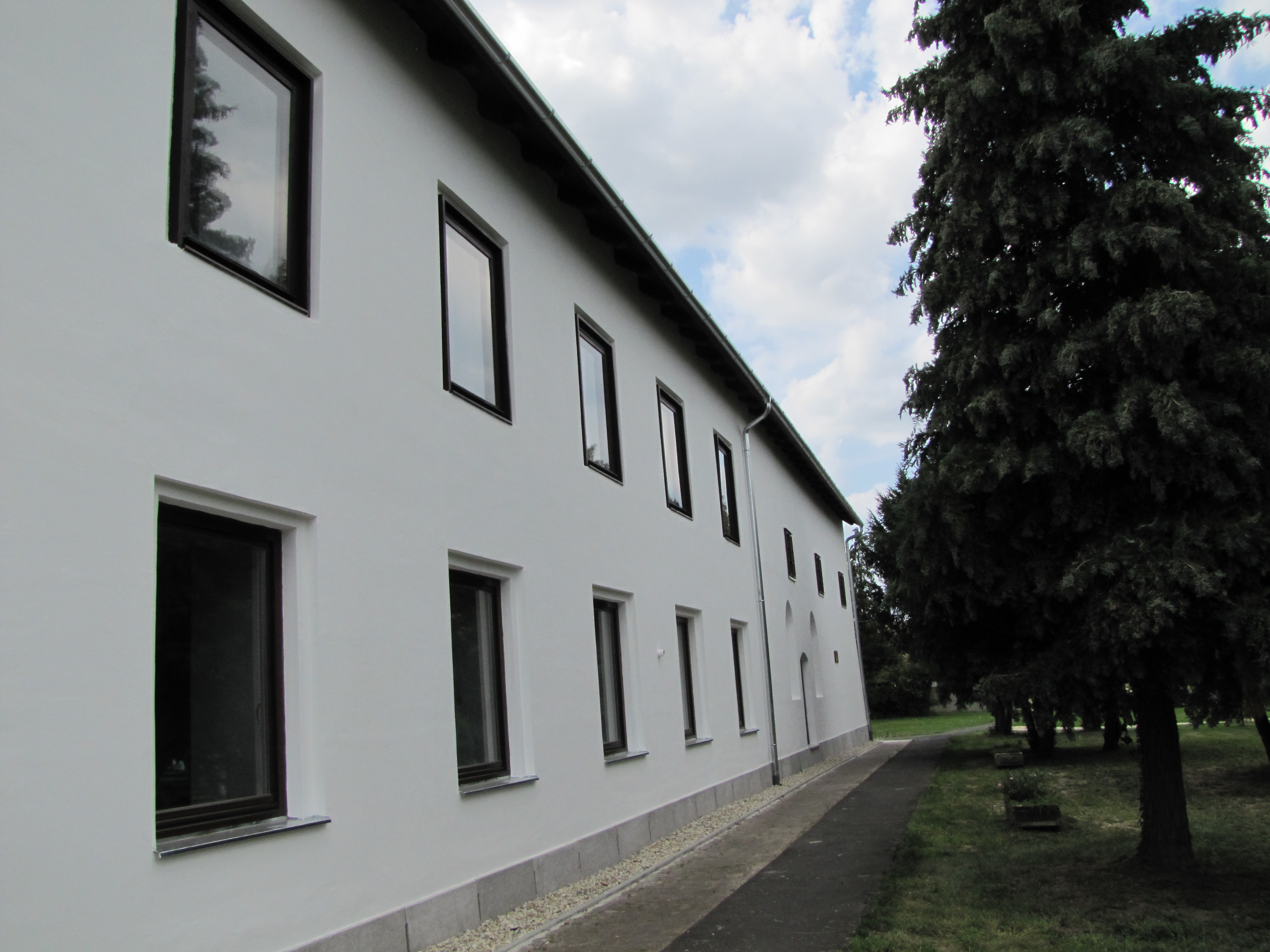
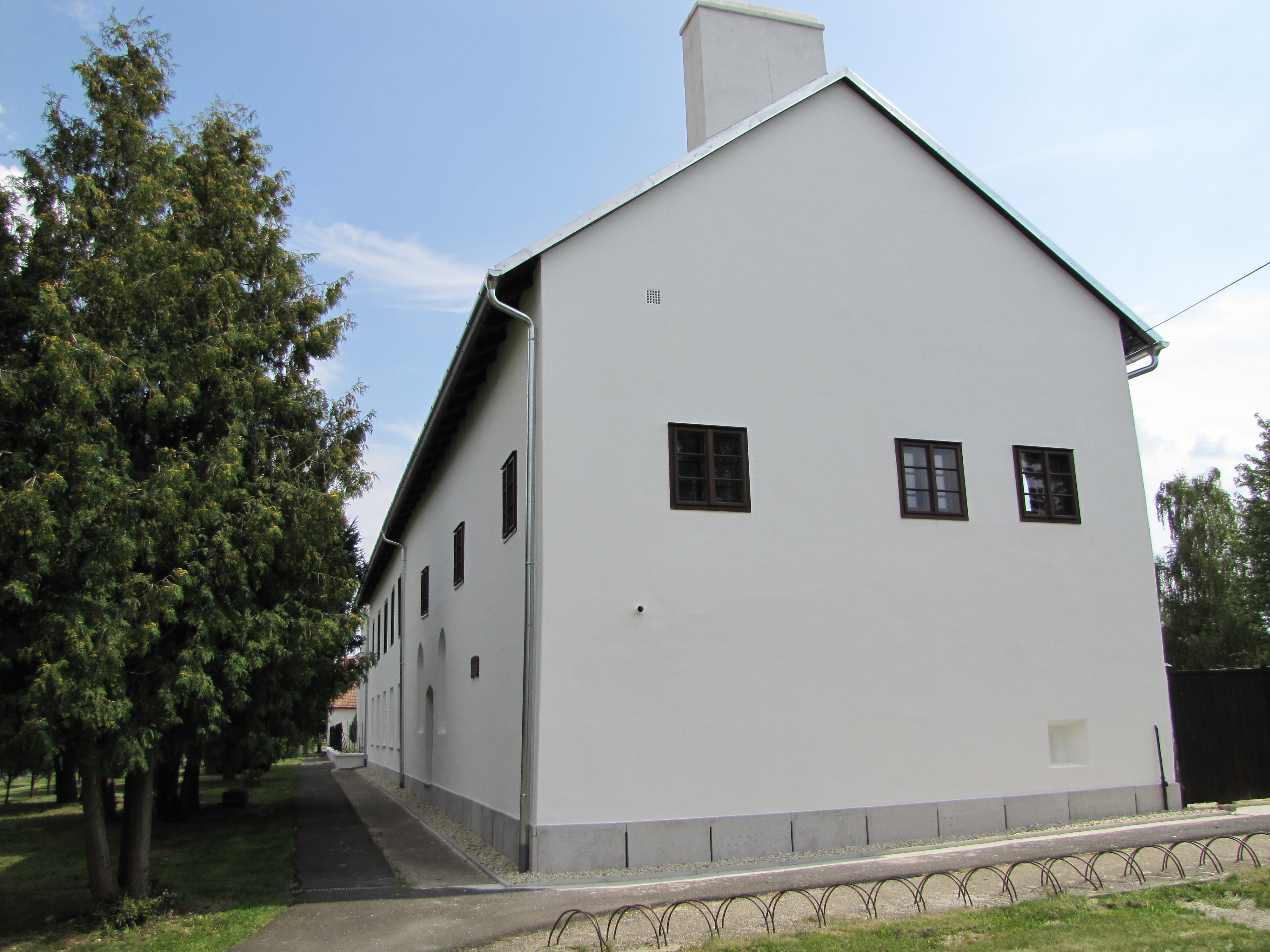

### Pápóci prépostság (1365-1936)
A pápóci prépostságot Gelsei Margit – már mint Magyar Pál özvegye – alapította. A Szent Megváltóról elnevezett új egyház – Kálmán győri püspök 1365. évi alapítólevele értelmében – mint társas káptalan, a prépostból és négy kanonokból állt. Az alapító az új társas egyházat közvetlenül a győri püspök joghatósága és kegyurasága alá rendelte. Az alapítást követően a vasvári prépost alá tartozó pápoci plébánia feladatait is az új társaskáptalan vette át, a plébánost mindig a négy kanonok közül választották. A prépostot a győri káptalan tagjai közül a győri püspök, a négy kanonokot pedig a pápoci prépost nevezte ki. A prépostság jövedelme fele-fele arányban a prépost, illetve a négy kanonok javadalmát képezte.
A közös 1365. évi alapítólevél szerint a prépostság és a perjelség birtokaikat csak egymásnak adhatták, zálogosíthatták el. Az alapítólevél ezen kikötése miatt a római Szentszék a prépostság megerősítését is megtagadta. A kikötés törlését követően a kért megerősítést a prépostság – V. Márton pápától – megkapta.
A prépostság több esetben is próbálta megszerezni az Ágoston-rendi perjelség birtokait, ezen birtokvitákban a Szentszék általában a prépostság oldalán állt. Az első prépostot – István győri kanonok – Kálmán győri püspök 1366-ban nevezte ki. Kálmán püspök a pápoci és a szentmiklósi – püspökséget illető – tizedek átengedésével járult hozzá a társas egyház fenntartásához, amit utódja Péter győri püspök 1377-ben és 1438-ban IV. Jenő pápa is megerősített.
Héderváry János győri püspök a prépost és káptalanja közötti viszonyt az 1412-ben kiadott Constitutió-ban részletesen előírta, amelynek figyelemre méltó része a helybenlakás kötelezettségével kapcsolatos szabályozás. A Constitutió a prépost és a jobbágyok viszonyára is tartalmazott iránymutatást: Ha büntet a bírság mindig mérsékelt legyen; szeretettel szolgáltasson mindenkinek jogot és igazságot .
A káptalan egyik kanonokja az iskolamester feladatát látta el, költségeire Gelsei Margit a pápoci hetivásár helypénzéből hetenként 40 dénár fizetését rendelte.
A káptalan kanonokjainak neve csak néhány esetben maradt fenn, az alapítás kezdetétől azonban minden prépost nevét ismerjük. A kinevezések általában az alapítólevélnek megfelelően történtek, de előfordultak az alapítólevél rendelkezéseitől eltérő kinevezések és előfordult olyan eset is, amikor a kolostor perjelje került a prépostság élére.
A törökök térnyerésével a prépostság jövedelme megfogyatkozott – 1594-ben már a prépostság minden birtoka hódoltsági területre esett – a társas káptalan megszűnt. Ezen zavaros időszak egy részében világi ember – I. Ferdinánd király titkára Tranquillus Andronicus (1541-1558) a pápoci prépost. A későbbiekben a prépostság birtokait hatalmaskodó urak – Marcaltői Miklós, Bethlen Gábor, Nádasdy Ferenc – igyekeztek megszerezni, a kuruc időkben erős hadisarccal sújtották.
A leromlott javadalmat és épületeit Milkovics János prépost (1736-1761) igyekezett rendbe szedni, aki a Gelsei Margit által emeltetett, romokban heverő templomot helyreállíttatta, visszaállította a plébániát, megépíttette a pap és tanító lakását, valamint a kolostor épületéből az iskolát. Az ekkor ezer hívő befogadására alkalmassá tett fatornyú templomot 1792-ben Majláth Antal prépost (1790-1804) cseréppel fedette be, 1883-ban mellékhajókkal kibővítették.
A 19. század század közepén a prépostság jövedelmének háromnegyed részét Simor János győri püspök papnevelés céljára foglalta le, 1857-ben ezen intézkedését a Szentszék és a király is jóváhagyta. A prépostság birtokait 1936-ban Zalka László dr. prépost kérésére a papi szemináriumra íratták át. 
A társas káptalan megszűnését követően a prépostság birtokai a győri káptalan tulajdonába kerültek, a prépostság a perjelséghez hasonló Gelsei Margit szándékától eltérő – a birtokok a 16. század közepétől közvetlen helyi érdeket már csak ritkán szolgáltak – sorsra jutott.
A prépostság iratai jelenleg a Győri Egyházmegyei Levéltárban találhatók. Az 1281-től 1943-ig terjedő iratanyag 8,82 iratfolyómétert tesz ki, legutóbbi rendezése 2002-ben történt.
A kápolnától keletre, az utca másik oldalán álló, eklektikus homlokzatú plébániatemplom helyreállítása (1965) során derült ki, hogy annak szentélye gótikus eredetű, s a templom falaiban középkori épület maradványai rejtőznek. A helyreállítás során bemutatták a szentély gótikus részleteit, a befalazott ablakokat és a lefaragott támpillérek helyét.
A templom műemléki védelem alatt álló épület, törzsszáma: 7989.

### Pápoci zsilip (1893)
Ipari műemlék, 1892-1893 között a Rába-szabályozást végző Neuschloss és Freund társvállalkozók építették a Lánka patak torkolata felett, 47000 o.é. forint költséggel.

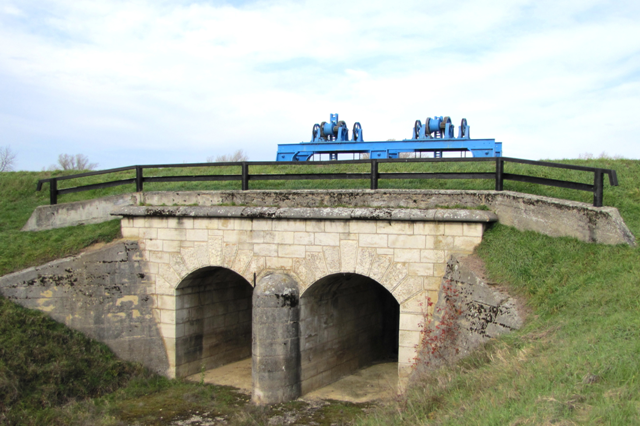
Zsilip falu felőli oldala
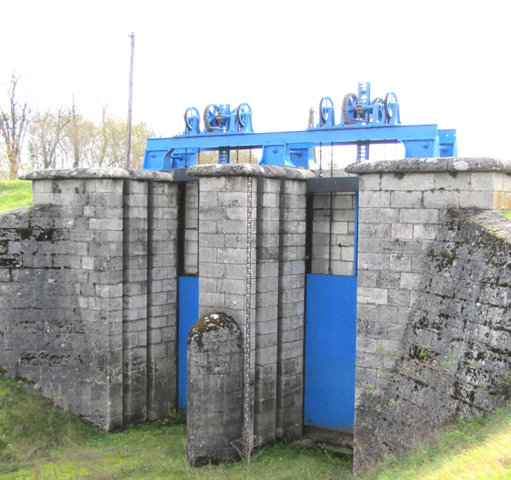
Zsilip Rába felőli oldala